# 알렉산드리아의 아타나시오스
알렉산드리아의 아타나시오스(그리스어: Αθανάσιος, 296년/298년 ~ 373년 5월 2일)는 4세기에 활동했던 알렉산드리아의 대주교이다. 아타나시오, 아타나시우스라고도 불린다. 그를 로마 가톨릭교회, 동방 정교회, 성공회에서 성인으로 존경하고 있으며, 개신교에서는 위대한 교회의 신학자이자 지도자로 여기고 있다. 325년 기독교 최초 세계 공의회인 니케아 공의회에서 성부와 성자의 동일한 본질을 말한 그의 주장을 인정받아 정통 기독교 신앙의 아버지로 불린다. 대표 저서로 <부활전 서한>이 있다

## 행적

### 알렉산드리아의 대주교
아타나시오스는 어린 시절을 알렉산드리아에서 철학과 신학 교육을 받으며 보냈고, 325년 부제 자격으로 알렉산드리아의 주교 알렉산드로스를 수행하여, 제1차 니케아 공의회에 참석하여 아리우스 논쟁의 현장을 목격했다. 328년 알렉산드로스 대주교가 죽었을 때 약간의 논란이 있었음에도 불구하고 약 30대 정도의 젊은 나이에 알렉산드리아 대주교직을 계승했다.
대주교가 된 후 처음 몇 년 동안은 이집트와 리비아의 모든 지역을 포함한 자신의 광범위한 대주교구를 직접 찾아다니며 방문하는 데 전념했다. 이 기간 동안 나일강 유역의 콥트 교회 수도사들과 그들의 지도자인 파코미우스와 각별한 인연을 맺었다. 그 때부터 리코포리스의 주교인 멜레티우스와 아리우스주의의 이론을 이단으로 공격하며 평생을 그 투쟁으로 보냈다. 이 때문에 아타나시오스는 그의 인생에서 다섯 번이나 주교직을 박탈당하고 망명자로 쫓겨다니는 신세가 된다.

### 박해와 5번의 추방
로마 황제 콘스탄티누스 1세와 그의 뒤를 이은 황제인 콘스탄티우스 2세는 대체로 아리우스주의에 우호적으로서 아리우스의 가장 큰 적인 아타나시오스를 박해하였다. 325년 니케아 공의회에서 비록 아리우스주파가 패했지만 당시 제국의 동방 지역에서는 아리우스주의가 오히려 더 우세했기 때문이다.
니케아 공의회 이후 절치부심하던 아리우스파는 335년 그의 알렉산드리아 총대주교직 박탈을 결의했고 이에 콘스탄티누스 1세는 그를 티레(오늘날의 레바논)으로 추방시켰다. 이것이 그의 다섯 번에 걸친 주교직 박탈과 추방의 역사의 시작이다. 337년 콘스탄티누스 1세가 죽자 그의 뒤를 이은 콘스탄티누스 2세에 의해 다시 복권되었다.
339년 니코메디아의 에우세비우스를 비롯한 아리우스파는 안티오키아에서 교회회의를 열고 알렉산드리아 주교 자리에 그레고리우스라는 인물을 임명하고 아타나시오스를 해임하고 추방한다. 아타나시오스는 로마로 가서 교황 율리오 1세의 열열한 지지와 도움을 받고, 343년 이탈리아반도의 주교 50명이 모인 사르디카 교회회의에서 만장일치로 그를 알렉산드리아의 유일한 주교로 선언하였다. 또한 당시 이탈리아를 담당하던 황제 콘스탄스를 직접 만나 그의 신임을 얻고, 345년 그레고리우스가 죽자 황제 콘스탄스의 비호 아래 다시 알렉산드리아로 돌아와 복권되었는데 이때 콘스탄스는 형인 콘스탄티우스 2세와의 일전을 불사하며 아타나시오스를 옹호하였고 콘스탄티우스 2세는 굴욕적으로 아타나시오스를 복귀시킬 수밖에 없었다. 콘스탄티우스에게 굴복하지 않았던 아타나시오스는 이집트의 영웅으로 위대한 개선장군처럼 알렉산드리아로 복귀한다.
350년 아타나시오스의 옹호자였던 황제 콘스탄스가 죽자 다시 상황은 아리우스파에게 유리하게 전개된다. 콘스탄티우스와 아리우스파는 다시 아타나시오스를 제거하기 위해 여러 차례 시도하였으나 이집트 민중의 열열한 지지를 받고 있는 그를 숙청하기는 쉽지 않았고 급기야 356년에는 군대를 파견하여 아타나시오스가 미사를 집전하고 있던 성 테오나시오 교회를 급습하고 수많은 신도들을 죽이는 유혈사태까지 발생한다. 아타나시오스는 거의 기적적으로 탈출에 성공하여 이집트의 사막에 있는 수도사에게로 피신했다. 약 6년간 계속된 도피는 박해자인 콘스탄티우스 2세가 죽고 율리아누스 황제가 즉위하자 끝났다.
율리아누스의 전통 로마 종교에 대한 옹호에 맞서 기독교의 지도자들은 알렉산드리아에서 긴급 회의를 열어 기독교 교리의 오해를 해소하고 일치점을 찾으려 하였는데, 기독교의 일치를 원치 않았던 율리아누스 황제는 아타나시오스를 362년에 다시 추방하였다. 그 후 율리아누스가 사산조 페르시아와 싸우다가 전사하고 발렌스가 뒤를 이어 황제가 되자, 아타나시오스는 다시 복권되었는데 그것도 잠시, 아리우스파였던 발렌스 황제는 365년 아타나시오스를 다시 추방하였다.
이에 알렉산드리아 시민들이 황제의 명령을 거부하고 봉기를 일으키자, 황제는 결국 아타나시오스를 366년에 다시 복권시켰다. 약 4개월 만에 복권된 것이다.
그 후 아타나시오스는 373년 5월 2일까지 78세의 고령으로 죽기까지 평온하게 알렉산드리아의 주교로 지냈다.

### 27권 신약성서의 확립
아타나시오스는 오늘날까지도 거의 모든 기독교에서 신약성서로 쓰이는 27권 신약성서 체제의 목록을 처음으로 만들었다. 이것은 그가 모든 박해와 망명에서 벗어나서 알렉산드리아 교구의 주교직에 복귀한 직후인 367년 부활절에 그의 교구 교우들에게 보낸 편지에서 처음으로 발표되었는데 그 때까지는 신약성서로 정해진 성서가 없었고 수많은 복음서와 바울로를 비롯한 사도들의 편지가 교우들에게 성서로서의 역할을 하고 있었다.
다음은 아타나시오스의 역사적인 367년 부활절에 쓴 서신의 일부이다.
…많은 사람들이 외경적이라고 규정 지을 수 있는 책들을 가지고 와서 근사하게 장난질을 쳐서 하느님의 영감을 받는 성서와 혼동시키고 있기 때문에, 나는 여러분들에게 하느님의 것으로 고백되고 우리들에게 전승되어 온 정경(the canon) 속에 들어갈 수 있는 책들의 목록을 제시하는 것이 매우 중요하다고 생각하게 되었습니다. …
그가 만든 27권 목록은 383년 당시 교황 다마소 1세의 주도로 로마 공의회에서 논란이 없었던것은 아니지만 신약성서의 정경으로 인용되었고, 397년 카르타고 공의회에서 받아들여져 공포되었다. 이후로도 아타나시오스 주교가 주장한 신약성서 27권의 목록은 그의 주장대로 신약성서의 정경으로 확립되어 오늘날에 이른다.

## 같이 보기
- 동방정교